# Sophus Falck
Sophus August Falck (15. november 1864 i København – 29. juli 1926 sammesteds) var en dansk maskinfabrikant og stifter af Falcks Redningskorps. 

## Karriere
Falck var søn af tobaksfabrikant Wilhelm Falck og Julie Kriedt og blev uddannet som bøssemager og smed fra Den kgl. Geværfabrik i København. 1884 rejste Falck til USA, hvor han bl.a. fik arbejde på Singers symaskinefabrik i Elisabethports. Ved siden af denne lå en redningsstation, hvorfra Falck 1885 så et Redningskorps rykke ud for at assistere ved en brand. Han fik derigennem den idé, som han senere førte ud i livet. 1889 kom han tilbage til København og nedsatte sig som smedemester i Krystalgade. Virksomheden voksede, og efter et par års forløb flyttedes den ud i større lokaler på Jagtvej og omdannedes til et aktieselskab, Københavns Pavillonbyggeri. Blandt firmaets arbejder i denne periode kan nævnes Sønderbros Teater og en række telefontårne i Danmark over.
Under den russisk-japanske krig opførte han lazaretter i Manchuriet under kejserinde Dagmars protektion. Ansporet af sine oplevelser i Rusland vendte han tilbage til sin tanke om en redningstjeneste. Han foretog studierejser til Hamborg og London, og ved Christian IX's bisættelse 1906 etablerede han en studenterambulance.
Falck stiftede i Ny Kongensgade 15 Københavns og Frederiksbergs Redningskorps A/S den 3. oktober 1906 kl. 17.30 — dato og klokkeslæt som ved Christiansborgs brand 1884, som Falck angiveligt havde overværet som ung. Selskabet var et aktieselskab med et startkapital på 60.000 kr. i datidens mønt. Falck var idérig i forretningsførelsen, bl.a. fandt han på at tilbyde abonnementer på korpsets ydelser. Sophus Falck oplevede sit selskab ekspandere over hele landet med filialer.
Hans virksomheden voksede: 1910 flyttede den til større lokaler i Ny Kongensgade 9, og 1916 fik den sin egen bygning i Tietgensgade (hvor DGI-byen ligger nu). 1919 oprettedes en filial i Odense, 1920 en i Aalborg, 1924 en i Svendborg, 1926 på Ørnegård ved Gentofte, 1927 i Aarhus, og senere fulgte en række Stationer i andre danske byer.
Falck modtog en medalje fra det Russiske Røde Kors og blev Ridder af Dannebrog 1923.
Han var desuden næstformand i Vinteridrætsforeningen.

## Tilknytning til Amager
Han havde nær tilknytning til Amager, specielt Store Magleby og Dragør. Han opførte i 1923 lidt uden for Dragør By et større sommerhus, som stadig eksisterer i dag. Den 29. marts 1926 blev grundejerforeningen Kirkevejens Villaby stiftet med det formål at værne om fælles interesser. I 1926 blev vejen til sommerhuset, på foranledning af Arthur Jensen, officielt navngivet som Sophus Falcks Allé af denne forsamling. Sophus Falck var ikke glad for ideen, men bøjede sig til sidst for ønsket. Ved en arrangement d. 29. juli 2006 opsatte Dragør Lokalhistoriske Forening en mindeplade på Sophus Falcks Allé nr. 11.

## Begravelse
Han blev begravet under stor højtidelighed fra Holmens Kirke og ligger begravet på Vestre Kirkegård i København. Redningskorpsets funktionærer stod æresvagt i uniform ved kisten, mens alle danske redningsstadioner, brandvæsener, politiet og flere assuranceselskaber m.m. var repræsenteret.
Han var gift med Thyra Petra Hansen. Sønnen Rudolph Falck videreførte virksomheden.
Der findes en bronzemedaljon af Harald Qvistgaard på gravstenen. Posthum buste af Charles Arvesen 1923 (hos Falck).